# NGC 4357
NGC 4357 (ook: NGC 4381) is een spiraalvormig sterrenstelsel in het sterrenbeeld Jachthonden. Het hemelobject werd op 9 februari 1788 ontdekt door de Duits-Britse astronoom William Herschel.

## Synoniemen
- UGC 7478
- MCG 8-23-17
- ZWG 244.10
- KARA 528
- PGC 40296